# Erik Erikson
Erik Homburger Erikson (Fráncfort del Meno, Alemania; 15 de junio de 1902-Harwich, Cabo Cod, Massachusetts, Estados Unidos; 12 de mayo de 1994), registrado al nacer como Erik Salomonsen, fue un psicólogo y psicoanalista germano-estadounidense de origen judío reconocido mundialmente, entre otras áreas, por sus contribuciones en psicología del desarrollo.
Sus teorías acerca de la crisis de identidad de la adolescencia —y su correspondiente impacto sobre la personalidad del individuo—, así como su propuesta de que la principal neurosis que afectaba a los Estados Unidos tras la guerra mundial era el narcisismo, alcanzaron gran popularidad en los años cincuenta y sesenta. Una encuesta, publicada en la Review of General Psychology en 2002, situó a Erikson como el duodécimo psicólogo más eminente del siglo XX.

## Biografía
Su origen está rodeado de cierto misterio. Su padre biológico fue un danés desconocido que abandonó a su esposa justo cuando nació Erik. Su madre, Karla Abrahamsen, una joven danesa de origen judío, crio sola a su hijo durante los tres primeros años de su vida. Luego se casó con el Dr. Theodor Homberger, quien era pediatra del niño y juntos se mudaron a Karlsruhe, al sur de Alemania.
Después de finalizar la secundaria, Erik decidió ser artista. Cuando no asistía a clases de arte, vagaba por Europa, visitando museos y durmiendo bajo los puentes. Vivió una vida de rebelde descuidado durante mucho tiempo, justo antes de plantearse seriamente qué hacer con su vida.
Cuando cumplió los 25 años, un amigo suyo, Peter Blos (artista y más tarde psicoanalista), le sugirió que se presentara para una plaza de maestro en una escuela experimental para estudiantes estadounidenses dirigida por Dorothy Burlingham, una amiga de Anna Freud. Además de enseñar arte, logró un certificado en educación Montessori y otro de la Sociedad Psicoanalítica de Viena. Fue psicoanalizado por la misma Anna Freud. Mientras estuvo allí, conoció a una profesora de danza teatral en la escuela mencionada con quien tendría tres hijos, uno de los cuales más tarde sería sociólogo.
Cuando los nazis tomaron el poder, abandonaron Viena y fueron primero a Copenhague y luego a Boston. Erikson aceptó un puesto de trabajo en la Escuela de Medicina de Harvard y practicó psicoanálisis de niños en su consulta privada. En esa época logró codearse con psicólogos de la talla de Henry Murray y Kurt Lewin, así como los antropólogos Ruth Benedict, Margaret Mead y Gregory Bateson. Estos autores ejercieron gran influencia sobre la obra de Erikson.
Más tarde enseñó en Yale y luego en la Universidad de California en Berkeley. Fue durante este período cuando Erik Erikson realizó sus estudios sobre las tribus nativas americanas lakota y yurok. Cuando obtuvo su ciudadanía estadounidense, adoptó oficialmente el nombre de Erik Erikson.
En 1950 escribió Childhood and Society (Infancia y sociedad), libro que contenía artículos de sus estudios de las tribus norteamericanas, análisis de Máximo Gorki y Adolf Hitler, así como una discusión de la «personalidad estadounidense» y las bases argumentales de su versión sobre la teoría freudiana. Estos temas (la influencia de la cultura sobre la personalidad y el análisis de figuras históricas) se repitieron en otros trabajos, uno de los cuales, La verdad de Gandhi, obtuvo el Premio Pulitzer y el Premio Nacional del Libro.
Durante el reinado de terror del senador Joseph McCarthy en 1950, Erikson abandona Berkeley cuando se les pide a los profesores que firmen un «compromiso de lealtad». A partir de este momento, Erikson pasa 10 años trabajando y enseñando en una clínica de Massachusetts y posteriormente otros 10 años más de vuelta en Harvard. A partir de su jubilación en 1970, no deja de escribir e investigar durante el resto de su vida. Muere en 1994.

## Obras

### Publicaciones mayores
- Childhood and Society (1950)
- Young Man Luther: A Study in Psychoanalysis and History (1958)
- Insight and Responsibility (1966)[3]
- Identity: Youth and Crisis (1968)[4]
- Gandhi's Truth: On the Origins of Militant Nonviolence (1969)[5]
- Life History and the Historical Moment (1975)[6]
- Toys and Reasons: Stages in the Ritualization of Experience (1977)[7]
- Adulthood (edited book, 1978)[8]
- Vital Involvement in Old Age (with J. M. Erikson and H. Kivnick, 1986)[9]
- The Life Cycle Completed (with J. M. Erikson, 1987)[10]

### Colecciones
- Identity and the Life Cycle. Selected Papers (1959)[11]
- "A Way of Looking at Things – Selected Papers from 1930 to 1980, Erik H. Erikson" ed. by S. Schlein, W. W. Norton & Co, New York, (1995)

## Aspectos de su obra

### Heterodoxia
Discípulo de Freud, discrepó de él, no obstante, en dos aspectos básicos:
1. Que las personas son seres activos, buscando adaptarse a su ambiente, más que pasivos esclavos de impulsos.
2. En otorgar mayor importancia que Freud a las influencias culturales.

### Teoría psicosocial
Elaboró una teoría del desarrollo de la personalidad a la que denominó teoría psicosocial. En ella describe ocho etapas del ciclo vital o estadios psicosociales (crisis o conflictos en el desarrollo de la vida, a las que han de enfrentarse las personas):
1. Confianza básica vs. desconfianza (desde el nacimiento hasta aproximadamente los 18 meses). Es la sensación física de confianza. El bebé recibe el calor del cuerpo de la madre y sus cuidados amorosos. Se desarrolla el vínculo que será la base de sus futuras relaciones con otras personas importantes; es receptivo a los estímulos ambientales  y por ello sensible y vulnerable a las experiencias de frustración que son las experiencias más tempranas que proveen aceptación, seguridad y satisfacción emocional y están en la base del desarrollo de la individualidad. Depende entonces del sentimiento de confianza que tengan los padres en sí mismos y en los demás el que lo puedan reflejar en sus hijos.
2. Autonomía vs. vergüenza y duda (desde los 18 meses hasta los 3 años aproximadamente). Esta etapa está ligada al desarrollo muscular y de control de las eliminaciones del cuerpo. Este desarrollo es lento y progresivo y no siempre es consistente y estable; por ello el bebé pasa por momentos de vergüenza y duda. El bebé inicia a controlar una creciente sensación de afirmación de la propia voluntad de un yo naciente; se afirma muchas veces oponiéndose a los demás. El niño empieza a experimentar su propia voluntad autónoma experimentando fuerzas impulsivas que se establecen en diversas formas en la conducta del niño y se dan oscilando entre la cooperación y la terquedad; las actitudes de los padres y su propio sentimiento de autonomía son fundamentales en el desarrollo de la autonomía del niño. Este establece su primera emancipación de forma tal que en posteriores etapas repetirá esta emancipación de muchas maneras.
3. Iniciativa vs. culpa (desde los 3 hasta los 5 años aproximadamente). La tercera etapa de la Iniciativa se da en la edad del juego. El niño desarrolla actividad e imaginación y es más enérgico y locuaz, aprende a moverse más libre y violentamente, su conocimiento del lenguaje se perfecciona, comprende mejor y hace preguntas constantemente; todo esto le permite expandir su imaginación y adquirir un sentimiento de iniciativa que constituye la base realista de un sentido de ambición y de propósito. Se da una crisis que se resuelve con un incremento de su sensación de ser él mismo. Es más activo y está provisto de un cierto excedente de energía, identifica qué es lo que se puede hacer con la acción; descubre lo que puede hacer junto con lo que es capaz de hacer. Son características de esta etapa:
  1. La intrusión en el espacio mediante una locomoción vigorosa.
  2. La intrusión en lo desconocido por medio de una curiosidad grande.
  3. La intrusión en el campo perceptual de los demás.
  4. Fantasías sexuales (los juegos en esta edad tienen especiales connotaciones simbólicas sobre aspectos sexuales). Respecto de esto último, el niño posee una genitalidad rudimentaria y tiene muchas veces sentimientos de culpa y temores asociados a ello.
4. Laboriosidad vs. inferioridad (desde los 5 hasta los 13 años aproximadamente). Es la etapa en la que el niño comienza su instrucción preescolar y escolar; el niño está ansioso por hacer cosas junto con otros, de compartir tareas, de hacer cosas o de planearlas, y ya no obliga a los demás niños ni provoca su restricción. Posee una manera infantil de dominar la experiencia social experimentando, planificando, compartiendo. Llega a sentirse insatisfecho y descontento con la sensación de no ser capaz de hacer cosas y de no hacerlas bien y aún perfectas; el sentimiento de inferioridad puede hacerlo sentirse inferior psicológicamente, ya sea por su situación económico-social o por su condición "racial" o debido a una deficiente estimulación escolar pues es, precisamente, la institución escolar la que debe velar por el establecimiento del sentimiento de laboriosidad.
5. Búsqueda de identidad vs. difusión de identidad (desde los 13 hasta los 21 años aproximadamente). Se experimentan tanto búsqueda de identidad como crisis de identidad que reavivarán los conflictos de cada una de las etapas anteriores. Los padres de los adolescentes enfrentan situaciones nuevas que significan un nuevo reto para su misión orientadora. Son características de identidad del adolescente
  - La perspectiva temporal, orientación en el tiempo y en el espacio.
  - La seguridad en sí mismo.
  - La experimentación con el rol, énfasis en la acción.
  - El aprendizaje, interés por el contacto con el medio ambiente y una estrategia del aprendizaje vital.
  - Polarización sexual: adecuado grado de desarrollo del propio interés sexual.
  - Liderazgo y adhesión: adecuada integración al grupo de "pares".
  - El compromiso ideológico, la orientación valorativa y participación en el ambiente.
6. Intimidad frente a aislamiento (desde los 21 hasta los 40 años aproximadamente). La intimidad supone la posibilidad de estar cerca de otros ya que el sujeto posee un sentimiento de saber quién es, no tiene miedo a “perderse” a sí mismo; al contrario que como muchos adolescentes, el joven adulto ya no tiene que probarse a sí mismo. Pero a esto se añade que nuestra sociedad tampoco ha hecho mucho por los adultos jóvenes; la tendencia maladaptativa, que Erikson llama "promiscuidad", se refiere particularmente a volverse demasiado abierto, muy fácilmente, sin apenas esfuerzo y sin ninguna profundidad o respeto por la intimidad. Esta tendencia se puede dar tanto con amantes como con amigos, compañeros y vecinos.
7. Generatividad frente a estancamiento (desde los 40 hasta los 60 años aproximadamente). Periodo generalmente dedicado a la crianza de los niños. La tarea fundamental de esta etapa es lograr un equilibrio apropiado entre la productividad y el estancamiento. La productividad es una extensión del amor hacia el futuro; tiene que ver con una preocupación sobre la siguiente generación y todas las demás futuras.[14] Tanto el tener y criar los hijos como así también realizar tareas vinculadas a la enseñanza, la escritura, la inventiva, las ciencias, las artes y el activismo social complementan la tarea de productividad; en definitiva, cualquier cosa que llene esa “vieja necesidad de ser necesitado”. El estancamiento, por otro lado, es la “auto-absorción”: cuidar de nadie; las personas tratan de ser tan productivas que llega un momento en que no se pueden permitir nada de tiempo para sí mismos, para relajarse y descansar. Al final, estas personas tampoco logran contribuir algo a la sociedad. Esta es la etapa de la “crisis de la mediana edad ”se pregunta “¿qué estoy haciendo aquí?”.
8. Integridad frente a desesperación (desde aproximadamente los 60 años hasta la muerte). Esta es la última etapa. En la delicada adultez tardía, o madurez, la tarea primordial es lograr una integridad con un mínimo de desesperanza. Primero ocurre un distanciamiento social. Desde un sentimiento de inutilidad existe un sentido de inutilidad biológica debido a que el cuerpo ya no responde como antes; junto a las enfermedades aparecen las preocupaciones relativas a la muerte. Los amigos mueren, los familiares también, y ello contribuye a la aparición de un sentimiento de desesperanza. Como respuesta a esta desesperanza algunos mayores se empiezan a preocupar con el pasado. La integridad yoica significa llegar a los términos de la vida y por tanto llegar a los términos del final de tu vida. La tendencia mal adaptativa es llamada presunción; cuando la persona “presume” de una integridad yoica sin afrontar de hecho las dificultades de la senectud.